# Callum Skinner
Callum Skinner (* 20. Februar 1992 in Glasgow) ist ein schottischer Sportfunktionär, ehemaliger Bahnradsportler und Olympiasieger.

## Sportliche Laufbahn
2008 stellte Callum Skinner drei nationale Jugendrekorde auf. Im Jahr darauf wurde er bei den schottischen Junioren-Bahnmeisterschaften Zweiter im Sprint und Dritter im Keirin. Bei den Junioren-Bahnweltmeisterschaften 2009 in Moskau platzierte er sich im Sprint unter den ersten Zehn. Im selben Jahr wurde er bei den Junioren-Europameisterschaften in Minsk Siebter im 1000-Meter-Zeitfahren. Ebenfalls 2010 wurde er schottischer Junioren-Meister im Sprint sowie gleichzeitig Meister der Junioren und der Elite im Keirin sowie im Zeitfahren Vize-Meister.
Bei den Bahn-Europameisterschaften 2011 (U23) wurde Skinner Dritter im Sprint, im Keirin sowie mit Philip Hindes und Peter Mitchell im Teamsprint. Im Jahr darauf belegte er gemeinsam mit Mitchell und Kian Emadi bei den U23-Bahn-Europameisterschaften Platz vier im Teamsprint. Ebenfalls 2012 wurde er britischer Meister im Sprint, startete bei der Bahn-EM der Elite im litauischen Panevėžys und errang – gemeinsam mit Matthew Crampton und Lewis Oliva – die Bronzemedaille im Teamsprint.
2014 war Skinners bis dahin erfolgreichstes Jahr: Er wurde Europameister im 1000-Meter-Zeitfahren und errang alle vier nationale in den Kurzzeitdisziplinen.
Callum Skinner war Mitglied des British Cycling Olympic Development Program. 2016 wurde er für die Teilnahme an den Olympischen Spielen in Rio de Janeiro nominiert. Im Teamsprint wurde er gemeinsam mit Jason Kenny Olympiasieger, im Sprint errang er hinter Kenny die Silbermedaille. Im Keirin konnte er sich nach ersten Runde nicht weiterqualifizieren. Bei den Commonwealth Games 2018 errang er Bronze über die 1000 Meter.
Im März 2019 erklärte Callum Skinner seinen Rücktritt vom Leistungsradsport. Im Juni erklärte er in einem Interview, dass er an Depressionen gelitten habe und damit auf wenig Verständnis und Empathie in seinem sportlichen Umfeld gestoßen sei. Dies hab ihn schließlich dazu bewogen, seine Radsportlaufbahn zu beenden.

## Berufliches
Nach dem Ende seiner Laufbahn als aktiver Sportler wurde Skinner für di 2019 gegründete Athletenvertretung Global Athlete tätig, wie er sich auch schon zuvor in sportpolitischen Fragen engagierte. Er hatte die Gründung dieser Organisation mit initiiert, die von Rob Koehler, einem ehemaligen Mitarbeiter der World Anti-Doping Agency (WADA), geleitet wird.
Im Oktober 2020 eröffnete Callum Skinner gemeinsam mit seinen früheren Sportkollegen Owain Doull und Philip Hindes ein Café in Edinburgh, dessen Einrichtung zum Teil aus den Planken der früheren Radrennbahn Meadowbank Velodrome besteht.
2021 präsentierte Skinner eine Brille speziell für Radfahrer, die ihnen erlaubt zu sehen, was hinter ihnen ist. Er entwickelte diese Brille (HindSight glasses) gemeinsam mit dem Physiker Alex McDonald. Die Erfindung wurde im Jahr zuvor mit dem Scottish Edge Award ausgezeichnet.

## Sonstiges
Skinner war 2008 der erste junge Sportler, der den von der Stadt Edinburgh, wo er lebt, ausgelobten Chris Hoy Award for most promising East of Scotland cyclist erhielt.
Nach seinem Olympiasieg 2016 warb die Initiative Leave.EU auf Twitter mit Fotos von erfolgreichen britischen Olympioniken, um so die Stärke Großbritanniens auch ohne Europa zu demonstrieren. Skinner forderte die Initiative auf gleichem Wege auf, sein Foto aus diesem Video zu entfernen.

## Erfolge
2011
- U23-Europameisterschaft – Teamsprint (mit Peter Mitchell und Philip Hindes)
- U23-Europameisterschaft – Sprint

2012
- Europameisterschaft – Teamsprint (mit Matthew Crampton und Lewis Oliva)
- Britischer Meister – Sprint

2014
- Europameister – 1000-Meter-Zeitfahren
- Britischer Meister – Sprint, Keirin, 1000-Meter-Zeitfahren, Teamsprint (mit Philip Hindes, Jason Kenny und Lewis Oliva)

2016
- Olympiasieger – Teamsprint (mit Jason Kenny und Philip Hindes)
- Olympische Spiele – Sprint
- Weltcup in Hongkong – Teamsprint (mit Matthew Crampton, Jason Kenny und Philip Hindes)

2018
- Commonwealth Games – 1000-Meter-Zeitfahren